# 唐会要
《唐会要》，北宋王溥撰，成书于宋太祖建隆二年（961年），是现存最早的一部会要。
《唐會要》乃續蘇冕《唐九朝會要》與崔鉉、楊紹復等撰《續會要》而作，专门记录唐代的政治、经济、文化等各项政制沿革，自「帝號」始，以「四夷」終，共分514事目；细琐史事不能定目者，则錄於杂录，附于各条之后。此書与《通典》有许多相似之处，而于唐代制度记载更为详备。文中又载苏冕驳议，义例该备，足资考证，“于唐代沿革损益之制，极其详核”。
《舊唐書》有大量的史料，如〈音樂志〉、〈天文志〉，皆來自《唐九朝會要》與《續會要》；有時《唐會要》記載有誤，《舊唐書》也跟著照搬照抄。而且《唐会要》保存了《新唐书》、《旧唐书》未载的史实，由於《大唐起居注》、《大唐實錄》、《唐九朝會要》與《續會要》均亡佚，部分內容多靠此書保存。
《唐會要》原本在流传过程中残缺，今本根据清代乾隆時期整理本重印，全书100卷、514目，在不少條目下有“雜錄”；由于不分门，查阅不便，另有张忱石《唐会要人名索引》可供查考。